# Isophya hakkarica
Isophya hakkarica är en insektsart som beskrevs av Karabag 1962. Isophya hakkarica ingår i släktet Isophya och familjen vårtbitare. Inga underarter finns listade i Catalogue of Life.